# Dejan Medaković
Pour les articles homonymes, voir Medaković.
Dejan Medaković (en serbe cyrillique : Дејан Медаковић ; né le 7 juillet 1922 à Zagreb et mort le 1er juillet 2008 à Belgrade) est un historien yougoslave puis serbe, spécialiste de l'histoire de l'art. Il était membre de l'Académie serbe des sciences et des arts et, de 1999 à 2003, il a été président de cette institution.
Dejan Medaković a fait porter ses recherches sur de nombreux domaines de l'histoire de l'art et de la critique d'art, de l'art serbe médiéval jusqu'à la peinture contemporaine, même si ses domaines d'expertise concernaient d'abord l'art serbe baroque et les conditions culturelles au XVIIIe siècle, ainsi que l'art serbe du XIXe siècle. Il est l'auteur de plusieurs monographies et études en rapport avec le patrimoine culturel de l'Église orthodoxe serbe, par exemple sur les monastères de Hilandar (Chilandar) et de Savina. Parmi ses œuvres figure figurent également Les Chroniques des Serbes de Trieste, parues en 1987, Les Serbes à Vienne, Les Serbes à Zagreb, Les Images de Belgrade dans les gravures anciennes et les Thèmes serbes choisis.
À côte de ses ouvrages scientifiques, Medaković a également écrit cinq recueils de poésies et un cycle autobiographique en prose intitulé Efemeris. 

## Biographie

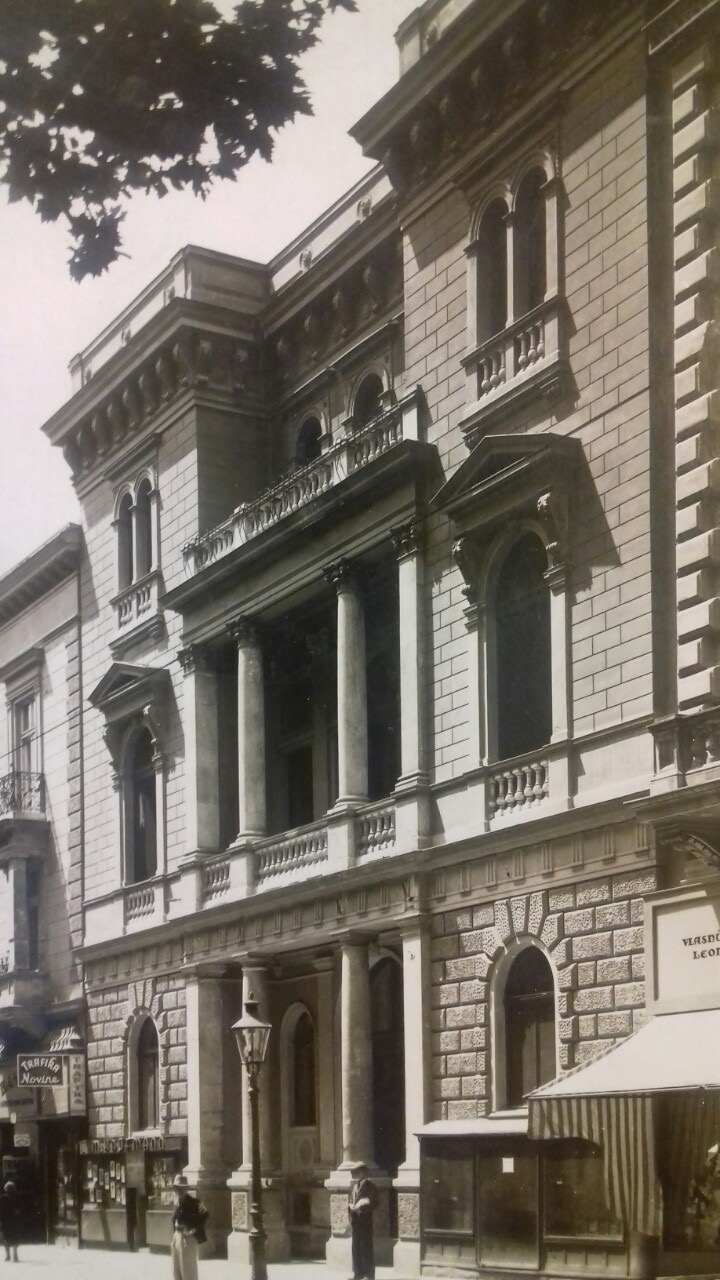
La maison natale de Dejan Medaković à Zagreb.

Dejan Medaković est né le 7 juillet 1922 à Zagreb. Il était le fils de l'économiste Đorđe Medaković et d'Anastasija. Son grand-père paternel était l'avocat et homme politique Bogdan Medaković (1854-1930), qui a été président du Parlement de Croatie à l'époque de l'empire d'Autriche-Hongrie, et son arrière-grand-père était Danilo Medaković (1819-1881), qui a été le secrétaire des princes Michel III et Miloš Obrenović à Vienne et membre de la Société savante serbe (Srpsko učeno društvo),. Dejan Medaković a effectué ses études primaires à Zagreb puis il a étudié au lycée de Saint-Gall en Suisse et au couvent franciscain de Badija près de l'île de Korčula, avant de terminer ses études secondaires classiques au lycée de Sremski Karlovci (1937-1941). De 1942 jusqu'à la fin de la Seconde Guerre, il a vécu comme réfugié à Belgrade, où, Milan Kašanin lui a permis de travailler comme « assistant volontaire » au Musée du Prince Paul,, et après la guerre, il a travaillé au Musée de la ville de Belgrade, au ministère des Sciences et de la Culture et à l'Institut fédéral pour la protection des monuments culturels.
Dejan Medaković a étudié l'histoire de l'art à la Faculté de philosophie de l'université de Belgrade, où il a obtenu son diplôme en 1949 puis il a travaillé comme assistant à l'Institut d'histoire de l'Académie serbe des sciences et des arts 1952 à 1954. En 1954, il a obtenu son doctorat avec une thèse portant sur Les Gravures des livres imprimés serbes du XVe au XVIIe siècle (Grafika srpskih štampanih knjiga XV–XVII veka) ; cette thèse a été imprimée en 1958. Au Département d'histoire de l'art de la Faculté de philosophie, il est assistant en 1954, professeur assistant en 1957, professeur associé en 1962 et professeur de plein droit en 1967. Il a été le doyen de la Faculté de philosophie de 1971 à 1973. À sa demande, il a pris sa retraite en 1982.
Dejan Medaković a été élu membre correspondant de l'Académie serbe des sciences et arts en 1972 et membre de plein droit en 1981 ; en 1999, il a été élu président de cette institution,. En Serbie, il a également été membre du conseil d'administration et de la présidence de la Matica srpska ; il a été l'un des fondateurs de la Fondation Vuk et, à partir de 1997, il a présidé son assemblée,. En 1995, il est devenu membre de l'Académie européenne des sciences et des arts, dont le siège est à Salzbourg, et il est également devenu membre de la Société Leibniz des sciences de Berlin et membre honoraire de l'Académie roumaine.
Dejan Medaković est mort à l'Institut d'oncologie de Belgrade le 1er juillet 2008 ; il est enterré dans le tombeau de la famille Medaković dans le Nouveau cimetière de la capitale serbe.

## Vie privée
Dejan Medaković était mariée à la pianiste Vera Veljkov-Medaković (1923-2011) ; son fils est le chef d'orchestre Pavle Medaković (né en 1953).

## Prix et distinctions
- Prix Prosveta pour la littérature, la philosophie et l'histoire
- Prix du 7 juillet (1989)
- Prix Gindeli, République d'Autriche (1987)
- Prix Herder, République d'Autriche (1990)
- Croix d'honneur pour les sciences et les arts, République d'Autriche
- Prix d'octobre de la ville de Belgrade (1990)
- Médaille d'or du président de la République de Hongrie
- Ordre de l'évêque de Zagreb du premier degré, République de Croatie
- Prix Vuk spécial
- Prix annuel de Prosveta (1981)
- Ordre de Saint-Sava du premier degré (distinction accordée par l'Église orthodoxe serbe)
- Grand-croix de l'Ordre du Mérite de la République fédérale d'Allemagne (1990)
- Médaille de Vuk Karadžić, premier degré
- Couronne du Despote Stefan Lazarević (1998)
- Anneau d'or du Despote Stefan Lazarević (1988)
- Prix de la meilleure vente de la Bibliothèque nationale de Serbie
- Ordre de Katarina comtesse de Celje, premier degré (2007)
- Prix Miloš-Crnjanski (1992)
- Prix de la Fondation Jakov Ignjatović de Szentendre (1992)
- Prix Paja Marković-Adamov (1998)
- Prix Laza-Kostić (1999)

En son honneur un prix Dejan-Medaković « pour la longue mémoire » a été créé par son éditeur Prometej de Novi Sad 2008 ; il consiste en une médaille en or à l'effigie de l'académie et d'une charte solennelle. En 2016, il a été attribué au poète et académicien Ljubomir Simović, en 2017 à l'écrivain, historien de la littérature et traducteur Milisav Savić, en 2018 à Aleksandar Đuričić pour son livre Čuvarkuće, udovice pisaca (Gardiennes, veuves d'écrivains), en 2019 à Željko Marković pour son livre Pismo (La Lettre) et en 2020 à Dejan Vukićević pour son livre NON IMPRIMATUR ili cenzura u bibliotekarstvu i izdavaštvu (NON IMPRIMATUR ou la Censure dans la sciences des bibliothèques et dans l'édition).

## Ouvrages et contributions

### Travaux scientifiques
- (sr) Dejan Medaković, Beograd u starim gravirama [« Belgrade dans les gravures anciennes »], Musée de la ville de Belgrade, 1950
- (sr) Dejan Medaković, Grafika srpskih štampanih knjiga XV—XVII veka [« Les Images des livres serbes imprimés du XVe au XVIIe siècle »], Naučno delo, 1958, 275 p. (lire en ligne)
- (sr) Dejan Medaković, Stari srpski drvorez [« La Gravure sur bois serbe ancienne »], Jugoslavija Beograd, 1964
- (sr) Dejan Medaković, Srpski slikari XVIII—XX veka : likovi i dela [« Les Peintres serbes du XVIIIe au XXe siècle : personnalités et œuvres »], Novi Sad, Matica srpska, 1968
- (sr) Dejan Medaković, Putevi srpskog baroka [« Les Routes du baroque serbe »], Nolit, 1971, 320 p. (lire en ligne)
- (sr) Dejan Medaković, Tragom srpskog baroka [« Sur les traces du baroque serbe »], Matica srpska, 1976, 315 p. (lire en ligne)
- (sr) Dejan Medaković, Oči u oči [« Les Yeux dans les yeux »], Beogradski izdavačko-grafički zavod, 1997, 444 p. (ISBN 9788613009030, lire en ligne)
- (sr) Dejan Medaković, Manastir Savina : velika crkva, riznica, rukopisi [« Le Monastère de Savina : la grande église, le trésor, les manuscrits »], 1978
- (sr) Dejan Medaković, Dimitrije Bogdanović, Vojislav J. Đurić et Miodrag Đorđević, Hilandar [« Hilandar »], Republički zavod za zaštitu spomenika kulture Srbije, 1978, 220 p. (lire en ligne)
- (sr) Dejan Medaković, Srpska umetnost u XVIII veku [« L'Art serbe au XVIIIe siècle »], Srpska književna zadruga, 1980, 264 p. (lire en ligne)
- (sr) Dejan Medaković, Srpska umetnost u XIX veku [« L'Art serbe au XIXe siècle »], Srpska književna zadruga, 1981, 310 p. (lire en ligne)
- (sr) Dejan Medaković, Istorija srpskog naroda : Od Prvog ustanka do Berlinskog kongresa 1804-1878 [« Histoire du peuple serbe : Du Premier soulèvement jusqu'au Congrès de Berlin (1804-1878) »], vol. 5, t. 2, Belgrade, Srpska književna zadruga, 1981 (lire en ligne), « Srpska umetnost u XIX veku (do 1870) (L'art serbe au XIXe siècle (jusqu'en 1870)) », p. 416-462
- (sr) Dejan Medaković et Dinko Davidov, Sentandreja [« Szentendre »], Jugoslovenska revija, 1982
- (sr) Dejan Medaković, Istraživaci srpskih starina [« Chercheurs d'antiquités serbes »], Prosveta, 1985, 266 p.
- (sr) Dejan Medaković, Istorija srpskog naroda : Srbi u XVIII veku [« Histoire du peuple serbe : Les Serbes au XVIIIe siècle »], vol. 4, t. 2, Belgrade, Srpska književna zadruga, 1986 (lire en ligne), « Srpska umetnost XVIII veka (L'art serbe du XVIIIe siècle) », p. 245—349
- (sr) Dejan Medaković et Đorđe Milošević, Letopis Srba u Trstu [« La Chronique des Serbes à Trieste »], Jugoslovenska revija, 1987, 163 p. (ISBN 9788674130049, lire en ligne)
- (sr) Dejan Medaković, Barok kod Srba [« Le Baroque chez les Serbes »], Prosvjeta, 1988
- (sr) Dejan Medaković, Sumrak Lovćena : Dokumenti i prilozi o sudbini Njegoševe kapele na Lovćenu 1845 - 1971 [« Le Crépuscule du Lovćen : Documents et contributions sur le sort de la chapelle des Njegoš sur le Lovćen 1845-1971 »], Éparchie du Banat, 1989
- (sr) Dejan Medaković (directeur de l'édition), Zapadnoevropski barok i vizantijski svet [« Le Baroque occidental et le monde byzantin »], Académie serbe des sciences et des arts, 1989 - Ensemble de conférences publié en 1991
- (sr) Dejan Medaković, Kosovski boj u likovnim umetnostima [« La bataille du Kosovo dans les beaux-arts »], Srpska književna zadruga, 1990, 217 p. (lire en ligne)
- (de) Dejan Medaković, Serbischer Barock: Sakrale Kunst im Donauraum [« Le Baroque serbe : l'art sacré dans les régions danubiennes »], Vienne, Bohlau, 1991, 371 p. (ISBN 978-3-205-05401-6, lire en ligne)
- (sr) Dejan Medaković, Istorija srpskog naroda [« Histoire du peuple serbe »], vol. 3, t. 2, Belgrade, Srpska književna zadruga, 1993 (ISBN 9788637904762, lire en ligne), « Stare srpske štamparije (Les anciennes imprimeries serbes) », p. 425-440
- (sr) Dejan Medaković (coauteur) et Pavle Ivić (président du comité de rédaction), Istorija srpske kulture [« Histoire de la culture serbe »], Gornji Milanovac et Belgrade, Dečije novine et Udruženje izdavača i knjižara Jugoslavije, 1994, 403 p. (ISBN 9788636707265, lire en ligne), « Likovna umetnost 18. i 19. veka (Les Beaux-arts du XVIIIe et XIXe siècles) » - On peut lire le chapitre en serbe latin sur le site du Projet Rastko
  - (en) Dejan Medaković (coauteur) et Pavle Ivić (président du comité de rédaction) (trad. Randall A. Major), The History of Serbian Culture, Edgware, Middlesex, Porthill Publishers, 1995 (ISBN 1-870732-31-6, lire en ligne), « Art in the eighteenth and nineteenth centuries » - On peut lire le chapitre en anglais sur le site du Projet Rastko
- (sr) Dejan Medaković, Srbi u Beču [« Les Serbes à Vienne »], Novi Sad, Prometej, 1998 (lire en ligne)
- (sr) Dejan Medaković, Dunav, reka jedinstva Evrope [« Le Danube, fleuve de l'unité de l'Europe »], Novi Sad, Prometej, 1998[13]
- (sr) Dejan Medaković, Izabrane srpske teme I-V [« Thèmes serbes choisis I-IV »], 1998-2006
- (sr) Dejan Medaković, Sveta gora fruškogorska, 1998
- (sr) Dejan Medaković, Otkrivanje Hilandara [« À la découverte de Hilandar »], 2001, 208 p.
- (sr) Dejan Medaković, Josif II i Srbi [« Joseph II et les Serbes »], Novi Sad, Prometej, 2006 (ISBN 978-8676399802)
- (sr) Dejan Medaković, Srbi u Zagrebu [« Les Serbes à Zagreb »], Novi Sad, Prometej, 2004 (ISBN 978-8676398447)

### Poésie
- (sr) Motivi, 1946
- (sr) Kamenovi, 1966
- (sr) Umir, 1987
- (sr) Niska, 1989
- (sr) Znak na kamenu, 1994
- (sr) Zaveštanje, 1995
- (sr) Sve čudnije je čudno, Prometej, 2000

### Nouvelles
- (sr) Povratak u Rakitije
- (sr) Ptice
- (sr) Orlov let
- (sr) Parastost u Sremskim Karlovcima
- (sr) Lumen Karlovačke gimnazije

### Autres œuvres
- (sr) Svedočenja, 1984
- Ephemeris: chronique d'une famille (Ephemeris I), Lausanne, Age d'homme, 1995
- (sr) Traženje dobra, 1995
- (sr) Pisma, 1996
- (sr) Ephemeris I-V, Belgrade, Beogradski izdavacko-graficki zavod, 1998
- (sr) Suočavanje sa ljudima i vremenom, 2000
- (sr) Pisma i govori, Prometej, 2004
- (sr) Dani, sećanja I-VIII, 1996–2006